# Ochodaeus barbei
Ochodaeus barbei is een keversoort uit de familie Ochodaeidae. De wetenschappelijke naam van de soort is voor het eerst geldig gepubliceerd in 1972 door Petrovitz.